# Passagerfly
Passagerfly er en samlet betegnelse for fly, der kan medtage passagerer udover piloten. Det kan således dreje sig om alt fra små topersoners taxifly til store jetfly som for eksempel Airbus A380, men bruges typisk om fly beregnet til fast ruteflyvning eller chartertrafik.
De vigtigste egenskaber for passagerfly er sikkerhed, rejsefart, komfort og brændstoføkonomi. De første passagerfly kunne ikke flyve højere end blot et par tusind meter. Dette var problematisk, hvis flyet skulle over bjergkæder, idet der var større risiko for at flyet styrtede ned, eller måtte tvinges ud på store omveje i tilfælde af dårligt vejr. Jo højere et fly kan flyve, desto større fleksibilitet har man. Desuden er luften roligere, jo højere op i atmosfæren man kommer, og tillige er brændstoføkonomien bedre. På grund af den tynde luft kan mennesker ikke opholde sig i denne højde, og af samme grund er hovedparten af dagens passagerfly udstyret med trykkabine for at skabe et lufttryk i kabinen, som mennesker kan opholde sig komfortabelt i. 
Det første passagerfly med trykkabine var Boeing 307 Stratoliner fra 1938, der kunne nå en højde af 20.000 fod (6 km.). Nutidens fly kan nå højder på 41.000 fod (12 km), mens der inde i kabinen er et lufttryk svarende til en højde af 8.000 fod (2,5 km).
De fleste passagerfly er udstyret med enten turboprop- eller jetmotorer. Før i tiden, da motorerne var mindre pålidelige end i dag, var det et krav, at interkontinentale fly skulle have mindst tre motorer, og IFR-certificerede fly (fly, der kan flyve i dårligt vejr) skulle have mindst to motorer. Dette er dog ændret, så interkontinentale fly i dag kan nøjes med to motorer, mens kun 13 lande i verden har godkendt énmotorede fly til IFR flyvning, heriblandt de skandinaviske lande, USA og Canada.
Airbus og Boeing er de to største producenter af større passagerfly, hvorimod ATR, Bombardier, Cessna, Dassault, Embraer, Gulfstream Aerospace, Learjet, Raytheon, Pilatus og Piper dominerer markedet for mindre fly.